# Woodpark, New South Wales
Woodpark este o suburbie în Sydney, Australia.